# ستيف روبر
ستيف روبر (بالإنجليزية: Steve Roper)‏ هو متسلق صخور ‏ ومؤرخ أمريكي، ولد في 1941.